# Bob Seddon
Pour les articles homonymes, voir Seddon.

a Compétitions nationales et continentales officielles uniquement.

b Matchs officiels uniquement.
Robert Seddon (dit Bob Seddon), né le 1er juillet 1860 dans le Lancashire et mort le 15 août 1888 à Maitland (Australie), est un joueur de rugby anglais jouant comme avant.

## Biographie
Il joue en club avec Broughton puis à Swinton. Joueur du XV anglais en 1887, il est capitaine des Lions, lors de leur tournée initiale en Australie et en Nouvelle-Zélande en 1888. Il décède tragiquement en se noyant dans le fleuve Hunter en Nouvelles-Galles du Sud (Australie).
En 2013, il est introduit dans le Temple de la renommée de l'IRB.

## Statistiques en équipe nationale
- Trois sélections en équipe d'Angleterre en 1887.
- Une tournée avec les Lions en 1888.
- Capitanat des Lions en 1888.